# Kollumerpompsters

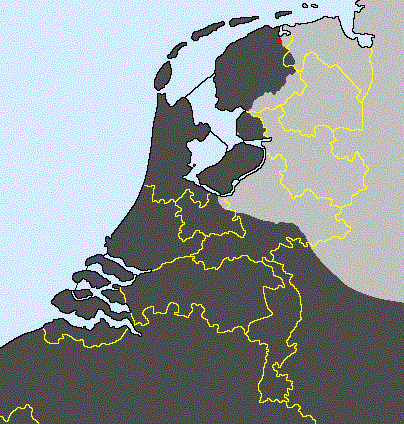
Kaart van waar het Pompsters gesproken wordt

Kollumerpompsters of Pompsters is een Nedersaksisch dialect dat gesproken wordt in het dorp Kollumerpomp (in het oosten van de Friese gemeente Noardeast-Fryslân) en in het aangrenzende deel van Groningen.
Het Pompsters is een overgangsdialect tussen het Woudfries, dat in het westen van Kollumerland wordt gesproken, en het Westerkwartiers, dat in het oosten van Kollumerland en het Westerkwartier wordt gesproken. Het is een van de dialecten van het Zuid-Lauwerslands. Het Kollumerpompsters heeft de Friese "g" (zoals in het Engels: goal) behouden, waar deze in het Westerkwartiers al niet meer wordt gebruikt (hier gebruikt men de Nederlandse "g"). Desondanks heeft het Kollumerpompsters meer gemeen met het Gronings dan met het Fries en wordt het doorgaans tot het Gronings gerekend.
Het dialect wordt nog gesproken door ongeveer 200 mensen en wordt met uitsterven bedreigd.